# Tbilisi Crusaders 2019
Questa voce raccoglie le informazioni riguardanti gli Tbilisi Crusaders nelle competizioni ufficiali della stagione 2019.

## Campionato georgiano di football americano 2019

### Stagione regolare
| Tbilisi 24 marzo 2019, ore 15:00 | Tbilisi Crusaders | 17 – 6 | AFC Tbilisi |  |

| Tbilisi 21 aprile 2019 | Tbilisi Crusaders | 45 – 19 | Tbilisi Eagles |  |

| Tbilisi 17 novembre 2019 | AFC Tbilisi | 14 – 21 | Tbilisi Crusaders |  |

| Tbilisi 1º dicembre 2019 | Tbilisi Crusaders | 22 – 8 | Tbilisi Eagles |  |

### Playoff
| 7 dicembre 2019 | Tbilisi Crusaders | 37 – 8 | Sokhumi Warriors |  |

| Tbilisi 22 dicembre 2019, ore 17:00 | Tbilisi Crusaders | 10 – 12 | Rustavi Steelers |  |

## Statistiche di squadra
| Competizione      | %Vittorie | In casa | In casa | In casa | In casa | In casa | In casa | In trasferta | In trasferta | In trasferta | In trasferta | In trasferta | In trasferta | Totale | Totale | Totale | Totale | Totale | Totale |
| Competizione      | %Vittorie | G       | V       | N       | P       | Pf      | Ps      | G            | V            | N            | P            | Pf           | Ps           | G      | V      | N      | P      | Pf     | Ps     |
| ----------------- | --------- | ------- | ------- | ------- | ------- | ------- | ------- | ------------ | ------------ | ------------ | ------------ | ------------ | ------------ | ------ | ------ | ------ | ------ | ------ | ------ |
| Stagione regolare | 1.000     | 3       | 3       | 0       | 0       | 84      | 33      | 1            | 1            | 0            | 0            | 21           | 14           | 4      | 4      | 0      | 0      | 105    | 47     |
| Playoff           | .500      | 2       | 1       | 0       | 1       | 47      | 20      | 0            | 0            | 0            | 0            | 0            | 0            | 2      | 1      | 0      | 1      | 47     | 20     |
| Totale            | .833      | 5       | 4       | 0       | 1       | 131     | 53      | 1            | 1            | 0            | 0            | 21           | 14           | 6      | 5      | 0      | 1      | 152    | 67     |